# أدان سانشيز
أدان سانشيز (بالإنجليزية: Adán Sánchez)‏ هو مغني أمريكي، ولد في 14 أبريل 1984 في توررانسي في الولايات المتحدة، وتوفي في 27 مارس 2004 في ولاية سينالوا في المكسيك بسبب حادث مرور.

## وصلات خارجية
- أدان سانشيز على موقع ميوزك برينز (الإنجليزية)